# Argao
Argao est une municipalité de la province de Cebu, au centre-est de l'île de Cebu, aux Philippines.

## Généralités
Elle est entourée des municipalités de Dalaguete au sud, Sibonga au nord, Ronda-Alcantera-Moalboal à l'ouest, et du détroit de Cebu (reliant la mer de Bohol et la mer des Camotes) à l'est.
Elle est administrativement constituée de 25 barangays (quartiers/districts/villages) :
- Alambijud
- Anajao
- Apo
- Balaas
- Balisong
- Binlod
- Bogo
- Butong
- Bug-ot
- Bulasa
- Calagasan
- Canbantug
- Canbanua
- Cansuje
- Capio-an
- Casay
- Catang
- Colawin
- Conalum
- Guiwanon
- Gutlang
- Jampang
- Jomgao
- Lamacan
- Langtad
- Langub
- Lapay
- Lengigon
- Linut-od
- Mabasa
- Mandilikit
- Mompeller
- Panadtaran
- Poblacion
- Sua
- Sumaguan
- Tabayag
- Talaga
- Talaytay
- Talo-ot
- Tiguib
- Tulang
- Tulic
- Ubaub
- Usmad

Sa population en 2019 est d'environ 55 000 habitants.